# Hiroshi Wakasugi
Hiroshi Wakasugi (japanisch 若杉 弘, Wakasugi Hiroshi; * 31. Mai 1935 in New York; † 21. Juli 2009 in Tokio) war ein japanischer Dirigent. Wakasugi führte viele der wichtigsten europäischen Opern zum ersten Mal in Japan auf und wurde dafür mehrfach ausgezeichnet.

## Leben
Sein Vater war japanischer Generalkonsul in New York. Wakasugi studierte nach einem abgebrochenen Studium an der wirtschaftswissenschaftlichen Fakultät der Keiō-Universität Musik an der (zentral-)staatlichen Tōkyō Geijutsu Daigaku (engl. Tokyo National University of Fine Arts and Music) bei Hideo Saitō und Norbert Kaneko. Nach seinem Abschluss wurde er zum Forschungsdirigenten des NHK-Sinfonieorchesters (Japan) ernannt. Ab 1965 leitete er Yomiuri-Nippon-Sinfonieorchester (Yomiuri Nippon Kōkyō Gakudan), Tokio, und entwickelte es zu einem der führenden Orchester Japans weiter. Für dessen Uraufführung von Pendereckis Lukas-Passion wurde er 1968 von der Kulturbehörde mit dem „Kultur-Empfehlungs-Preis des Kultusministers“ (芸術選奨文部大臣賞, Geijutsu-senshō-mombudaijin-shō, National Arts Festival Prize) ausgezeichnet. Er gründete 1969 das Tokyo Chamber Opera Theatre.
Neben mehreren führenden internationalen Orchestern war Wakasugi von 1977 bis 1983 Chefdirigent des WDR-Sinfonieorchesters Köln, 1981 bis 1986 Generalmusikdirektor der Deutschen Oper am Rhein, Düsseldorf, und 1987 bis 1991 Chefdirigent des Tonhalle-Orchesters Zürich. Von 1982 bis 1992 war er auch ständiger Dirigent der Semperoper Dresden und der Sächsischen Staatskapelle Dresden. Er war außerdem von 1986 bis 1995 Musikdirektor und ständiger Dirigent des Tokyo Metropolitan Orchestra.
1992 wurde er mit dem Asahi-Preis ausgezeichnet für seine Leistungen und seine Tätigkeit, mit der er als internationaler Dirigent Japan repräsentierte. Ebenfalls 1992 erhielt er den Preis der Japanischen Akademie der Künste. Im Frühling 1995 wurde er zum ständigen Dirigenten des NHK-Sinfonieorchesters ernannt.
Wakasugi wurde 1986 mit dem Suntory-Musikpreis (Suntory-ongaku-shō) ausgezeichnet.
2005 wurde er zum künstlerischen Berater der Opernabteilung des Neuen Nationaltheaters Tokio und im September 2007 zu dessen künstlerischem Leiter (d. h. Musikdirektor) ernannt. Zum Zeitpunkt seines Todes 2009 war er künstlerischer Leiter des Biwako Opera Theatre und des Tokyo Chamber Opera Theatre.
Hiroshi Wakasugi hatte einen Lehrstuhl an der Tokyo National University of Fine Arts and Music und der Tōhō-Gakuen-Musikhochschule (Tōhō Gakuen Daigaku) inne. Er war Mitglied der Japanischen Akademie der Künste.